# アダム・ルフェーヴル
アダム・ルフェーヴル（Adam LeFevre、1950年8月11日 - ）は、アメリカ合衆国の俳優。

## 出演作品
- グッド・ワイフ4
- エレメンタリー ホームズ＆ワトソン in NY
- パーソン・オブ・インタレスト 犯罪予知ユニット シーズン1
- ある日モテ期がやってきた
- フェア・ゲーム（カール・ローヴ）
- 恋する宇宙
- LAW & ORDER　ロー＆オーダー シーズン19
- リカウント
- フールズ・ゴールド/カリブ海に沈んだ恋の宝石
- LAW & ORDER： 性犯罪特捜班 シーズン7
- 追憶の街 エンパイア・フォールズ
- LAW & ORDER　ロー＆オーダー シーズン15
- ＮＯＬＡ　～ニューヨークの歌声～
- LAW & ORDER　クリミナル・インテント シーズン1
- アトランティスのこころ（ドナルド・ビーダーマン）
- LAW & ORDER　ロー＆オーダー シーズン10
- LAW & ORDER　ロー＆オーダー シーズン8
- LAW & ORDER　ロー＆オーダー シーズン6
- サイレントナイト/こんな人質もうこりごり
- LAW & ORDER　ロー＆オーダー シーズン3
- マッド・ポリス
- ビューティフル・ガールズ（1996） ‐ ヴィクター
- カウチ・イン・ニューヨーク （1996）‐ レストランの客